# Omar López
Christian Omar López Bottoms (5 settembre 1980) è un ex cestista messicano.

## Carriera
Con il Messico ha disputato due edizioni dei Campionati americani (2001, 2003).